# Lindach (Lauter)
Die Lindach ist ein fast 17 km langer Fluss im baden-württembergischen Landkreis Esslingen, der am Albtrauf der Mittleren Kuppenalb entspringt und nach einem erst nördlichen, dann nordwestlichen Lauf durch das Vorland der mittleren Schwäbischen Alb in Kirchheim unter Teck von rechts in die „Lenninger“ Lauter mündet. Bei etwas geringerer Länge übertrifft ihr oberirdisches Einzugsgebiet an der Einmündung das der Lauter.

## Geographie

### Verlauf
In Neidlingen fließt die Lindach nach Aufnahme des rechten Seebachs nordnordwestlich. Gleich nach dem Ort weitet sich das bisher sehr enge Tal, ab der Mündung des vom Randecker Maar heranfließenden linken Zipfelbachs tritt sie dann unter der Ruine Limburg auf dem gleichnamigen Berg zu ihrer Linken aus ihrer Oberlaufbucht ins flachere Gelände vor der Alb aus. Dann durchquert sie Weilheim am Nordfuß des Limburg-Kegels. Ab hier zieht sie nach Aufnahme der zwei rechten Zuflüsse Schmiedbach und Kohlesbach in deren Zulaufrichtung ungefähr nordwestlich und wird am Ortsende noch vom linken Federbach verstärkt. Weiter abwärts durchläuft sie den Kirchheimer Stadtteil Jesingen. Nach der Ortschaft und im bald erreichten Siedlungsbereich der Stadt Kirchheim unter Teck selbst münden weniger als zwei Kilometer vor ihrer eigenen Mündung kurz nacheinander ihre bedeutendsten zwei Nebenflüsse, der rechte Trinkbach und der linke Gießnaubach. Dann mündet sie in Kirchheim nördlich des Stadtkerns von rechts in den dortigen Nordostbogen der Lauter.

### Einzugsgebiet
Das Einzugsgebiet der Lindach umfasst fast 101 km² und liegt naturräumlich gesehen überwiegend im Ostteil des Mittleren Albvorlandes, die albnahen Teile im Osten und Süden im Unterraum Lauter-Lindach-Randbucht, die mündungsnahen im Unterraum Kirchheimer Becken. Ein oft nur schmaler und größtenteils gewässerfreier Randstreifen am oberen Hangknick des Albtraufs und auf der beginnenden Albhochfläche gehört zur Mittleren Kuppenalb. Dort liegt auch der höchste Punkt nördlich des außerhalb liegenden Schopfloch auf der 827,7 m ü. NHN hohen, etwas von der Wasserscheide entfernten Oberreute.
Reihum grenzen die Einzugsgebiet der folgenden Nachbargewässer an:
- Im Südwesten und Westen fließt nahe der Wasserscheide, anfangs in ihrem Albtal, die aufnehmende Lenninger Lauter, der von rechts her außer ihrem rechten Quellfluss nur wenig bedeutende Nebenbäche zulaufen;
- im Nordwesten liegt das Quellgebiet des Bodenbachs, der unterhalb der Lenninger Lauter in den Neckar mündet;
- jenseits der übrigens nördlichen Wasserscheide sammelt der Talbach den Abfluss und führt ihn zur untersten Fils, dem nächsten großen Neckarzufluss nach der Lenninger Lauter;
- im Nordosten fließt nahe der zur unteren Fils laufende Butzbach;
- im Osten und Südosten liegt Einzugsgebiet der obersten linken Filszuflüsse und ihr eigenes Quellgebiet.

### Zuflüsse
Liste der Zuflüsse von der Quelle zur Mündung. Gewässerlänge, Einzugsgebiet und Höhe nach den entsprechenden Layern auf der Onlinekarte der LUBW. Andere Quellen für die Angaben sind vermerkt.
Auswahl.
- Pfannenbach, mittlerer Quellbach, ca. 0,5 km.[LUBW 6]
  - linker Quellbach (zum Pfannenbach), ca. 0,4 km.[LUBW 6]
- rechter Quellbach mit Neidlinger Wasserfall, ca. 0,4 km.[LUBW 6]
- Rohrach, von links und Südwesten auf 483,7 m ü. NHN[LUBW 3] noch vor Neidlingen, 1,6 km und 3,2 km².
- Seebach, von rechts und Nordosten auf unter 450 m ü. NHN in Neidlingen, 2,8 km und 4,0 km².
- Hölzleswiesenbach, von links und Südwesten auf etwa 440 m ü. NHN gegen Ende von Neidlingen, 0,7 km
- (Bach vom Erkenberg), von links und Ostnordosten auf etwa 435 m ü. NHN nach Neidlingen, 1,1 km
- Weilerbach, von links und Südwesten auf etwa 427 m ü. NHN gegenüber der Burgruine Lichtenstein, 1,4 km.
- Zipfelbach, von links und Südwesten auf 404 m ü. NHN unterhalb der Burgruine Limburg, 4,6 km und 8,7 km².
- Winterhaldenbach, von rechts und Ostsüdosten auf unter 400 m ü. NHN wenig unterhalb des vorigen, 2,9 km und 1,9 km².
- Schmiedbach, von rechts und Südosten auf etwa 382 m ü. NHN in Weilheim an der Teck, 4,7 km mit längerem linkem Oberlauf Häringer Bach und 5,0 km².
- Kohlesbach, von rechts und Osten auf etwa 380 m ü. NHN kurz nach dem vorigen in Weilheim, 4,2 km.
- Federbach, von links und Süden auf unter 365 m ü. NHN am unteren Ortsrand von Weilheim, 4,7 km und 4,1 km².
- Trinkbach, von rechts und Osten auf 317,1 m ü. NHN[LUBW 3] nach Jesingen, 10,9 km und 21,0 km².[LUBW 2] Mit Abschnittsfolge Gießbach → Zellerbach → Trinkbach.
- Gießnaubach, von rechts und Südosten auf unter 300 m ü. NHN in Kirchheim unter Teck am Bad, 11,2 km und 26,1 km².[LUBW 2]
- Weppach, von rechts und Osten in Kirchheim kurz vor der Mündung, 2,8 km mit längstem Strang Westerbach → Wangerhaldenbach → Weppach.

## Geologie
Die Quellschächte des rechten Lindach-Quellbachs befinden sich am Felsensaum der Oberkante des Albtraufs, dessen Kalkgestein hier dem Karst des unteren Felsenkalks (wJδ) angehört. Das Karstwasser fließt vornehmlich aus dem östlichen Schacht und nach wenigen Metern über die Kalktuff-Gehänge des Neidlinger Wasserfalls.

## Landschaft und Tourismus
Das obere Lindachtal, auch Neidlinger Tal genannt, ist ein beliebtes Ausflugsgebiet. Bekannt ist der unterhalb der Burgruine Reußenstein liegende Neidlinger Wasserfall, über den der Abfluss der Quelle des rechten Quellbachs zu Tale stürzt (Siehe auch: Liste der Wasserfälle in Deutschland). In der näheren Umgebung des Flusses finden sich das Randecker Maar und die Limburg, etwas entfernter der Ursprung der Fils, die Teck und das Lenninger Tal (Lautertal).
Das landschaftlich weniger reizvolle untere Lindachtal wartet neben der malerischen Altstadt Kirchheims vor allem mit dem in der Nähe liegenden Ort Holzmaden mit seinem bekannten Urwelt-Museum Hauff auf, einer der bedeutendsten Fossiliensammlungen im süddeutschen Raum.
Der erste Abschnitt des Gewässers fließt durch das Biosphärengebiet Schwäbische Alb.
Das Neidlinger Tal wird vom Schwäbische-Alb-Radweg durchzogen, einem Fernradweg, der vom Bodensee über die gesamte Schwäbische Alb nach Nördlingen führt.

## Legende
Der von Wilhelm Hauff aufgezeichneten Sage nach entstand die Quelle im Neidlinger Tal durch einen zu kurzen Schritt des Riesen Heim. Der Riese wollte von der einen Seite des Tales zur anderen einen Schritt machen, rutschte ab und daraufhin sprudelte die Lindachquelle aus dem Fuß der Schwäbischen Alb.

### LUBW
Amtliche Online-Gewässerkarte mit passendem Ausschnitt und den hier benutzten Layern: Lauf und Einzugsgebiet der Lindach

Allgemeiner Einstieg ohne Voreinstellungen und Layer: Daten- und Kartendienst der Landesanstalt für Umwelt Baden-Württemberg (LUBW) (Hinweise)
1. 1 2  Länge nach dem Layer Gewässernetz (AWGN).
2. 1 2 3  Einzugsgebiet aufsummiert aus den Teileinzugsgebieten nach dem Layer Basiseinzugsgebiet (AWGN).
3. 1 2 3  Höhe nach grauer Beschriftung auf dem Hintergrundlayer Topographische Karte.
4. ↑  Einzugsgebiet nach dem Layer Basiseinzugsgebiet (AWGN).
5. ↑  Höhe nach dem Höhenlinienbild auf dem Hintergrundlayer Topographische Karte.
6. 1 2 3  Länge abgemessen auf dem Hintergrundlayer Topographische Karte.

### Andere Belege
1. ↑  Hansjörg Dongus: Geographische Landesaufnahme: Die naturräumlichen Einheiten auf Blatt 171 Göppingen. Bundesanstalt für Landeskunde, Bad Godesberg 1961. → Online-Karte (PDF; 4,3 MB)